# کورسمندرهای دم‌دار آسیایی
کورسمندرهای ماهی‌وار (نام علمی: Ichthyophiidae) نام یک تیره از راسته سمندرهای کرمی است.